# День Вікторії
День Вікторії (англ. Victoria Day, фр. Fête de la Reine) — державне свято в Канаді, що святкується в останній понеділок перед 25 травня на честь як дня народження королеви Вікторії, так і офіційного дня народження монарха, що формально керує країною. Іноді неформально розглядається як початок літнього сезону в Канаді.

## Історія
День народження монарха був святковим днем у Канаді задовго до створення Канадської конфедерації. Перша офіційна згадка датується 1845 роком, коли парламент Провінції Канада офіційно визначив 24 травня Днем Народження Королеви. Цього дня 1854 року, на 35-й день народження королеви Вікторії, 5000 жителів Канади зібралися біля Будинку уряду, щоб привітати королеву.
Після смерті королеви Вікторії в 1901 році, 24 травня по всій Британській імперії було проголошено Днем Імперії (англ. Empire Day), тоді як в Канаді він став Днем Вікторії (англ. Victoria Day) на честь королеви, яку вважали «Матір'ю Конфедерації».
Протягом наступних десятиліть дата офіційного дня народження монарха в Канаді змінювалася неодноразово: для Едуарда VII — залишалося 24 травня, для Георга V — 3 червня (реальний день народження), для Едуарда VIII — 23 червня (реальний день народження) і різні дні між 20 травня і 14 червня — для Георга VI. Перший офіційний день народження Єлизавети II (реальний день народження приходиться на 21 квітня) був останнім, що святкувався в червні.
Випадковий формат дати було скасовано 1952 року, коли День Імперії було перенесено на останній понеділок перед 25 травня. Офіційний день народження Єлизавети II випадав на згадану дату між 1953 та 1957 роками. Наступного року День Імперії було перейменовано на День Співдружности (англ. Commonwealth Day) і 1977 року він був перенесений на другий понеділок травня, залишивши останній понеділок перед 25 травня як День Національної Гордості (англ. National pride Day).

## Особливості святкування
Офіційний протокол вимагає, щоб у День Вікторії британський прапор був піднятий від світанку до заходу на всіх федеральних урядових будинках (включаючи аеропорти, військові бази та іншв установи), де дозволяють умови (тобто де передбачене додаткове кріплення, оскільки британський прапор ніколи не може бути піднятий замість національного прапора). В столиці кожної провінції в полудень гримить королівський салют (салют із 21 гармати).
В деяких містах цього дня проводять паради. Найвідоміший із них проходить щороку в Вікторії в Британській Колумбії, названому на честь королеви.
Серед інших способів святкування найпоширенішими є вечірні феєрверки. По всій країні День Вікторії сповіщає про завершення зимового і початок літнього сезону: відкриваються ресторани на відкритому повітрі, прокат велосипедів тощо.